# Hans-Cord von Bothmer

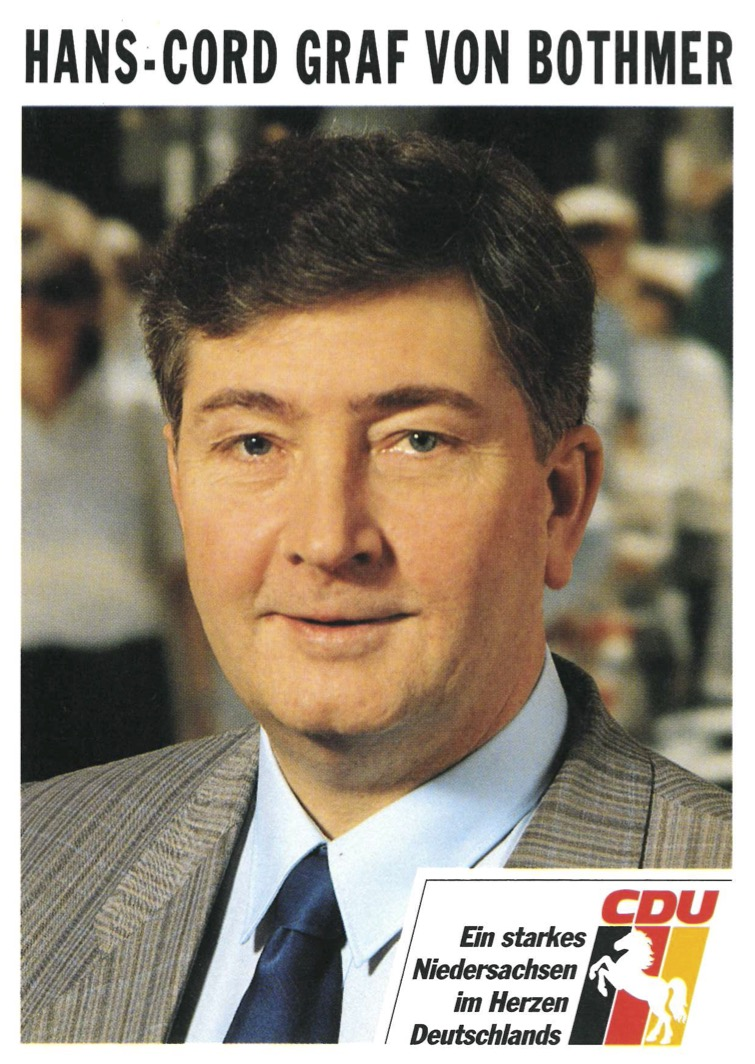
Wahlkampfplakat für die Wahl zum niedersächsischen Landtag 1990

Hans-Cord Graf von Bothmer (* 13. Dezember 1936 in Lauenbrück; † 25. Mai 2021 ebenda) war ein deutscher Politiker (CDU) und Campingplatzunternehmer.

## Leben

### Frühes Leben und Ausbildung
Hans-Cord Graf von Bothmer wurde 1936 in Lauenbrück geboren und verbrachte sein frühe Kindheit mit seinen Eltern auf einer Farm in Tansania. Bei Ausbruch des Zweiten Weltkriegs musste die Familie 1939 nach Deutschland zurückkehren. Von Bothmer besuchte dann die Volksschule in Lauenbrück und war ein Jahr lang in einem Internat in Champüry (Schweiz). Seine Schulausbildung beendete von Bothmer mit dem Abitur in Holzminden und begann im Anschluss ein Studium der Betriebswirtschaftslehre in Hamburg. Im Jahr 1964 übernahm er die Leitung des elterlichen landwirtschaftlichen Betriebes in Lauenbrück.

### Politische Karriere

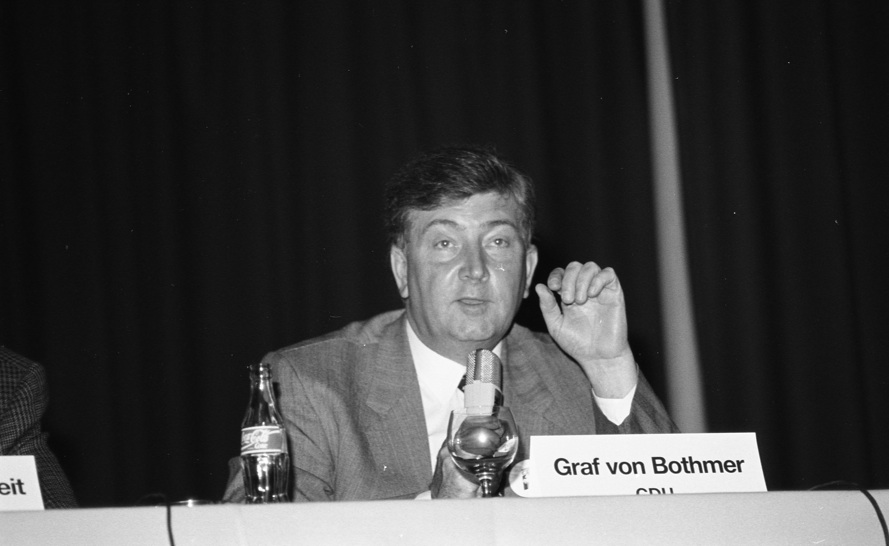
Hans-Cord von Bothmer, um 1990

Seine politische Karriere begann 1968, als er in den Gemeinderat von Lauenbrück gewählt wurde. Vier Jahre später, im Jahr 1972, trat Hans-Cord Graf von Bothmer der CDU bei. Er war bis 1991 als Ratsherr in Lauenbrück tätig und wirkte von 1971 bis 2001 in verschiedenen Funktionen innerhalb der Samtgemeinde Fintel, unter anderem von 1974 bis 1996 als Bürgermeister. Von 1972 bis 2011 war er Kreistagsabgeordneter und von 1973 bis 1977 Vorsitzender der CDU-Fraktion. Von 1977 bis 1992 war er ehrenamtlicher Landrat und ab 1992 stellvertretender Landrat des Landkreises Rotenburg/Wümme.
Von 1990 bis 1998 vertrat er seine Region im Niedersächsischen Landtag.

### Campingplatzunternehmer und Tourismus

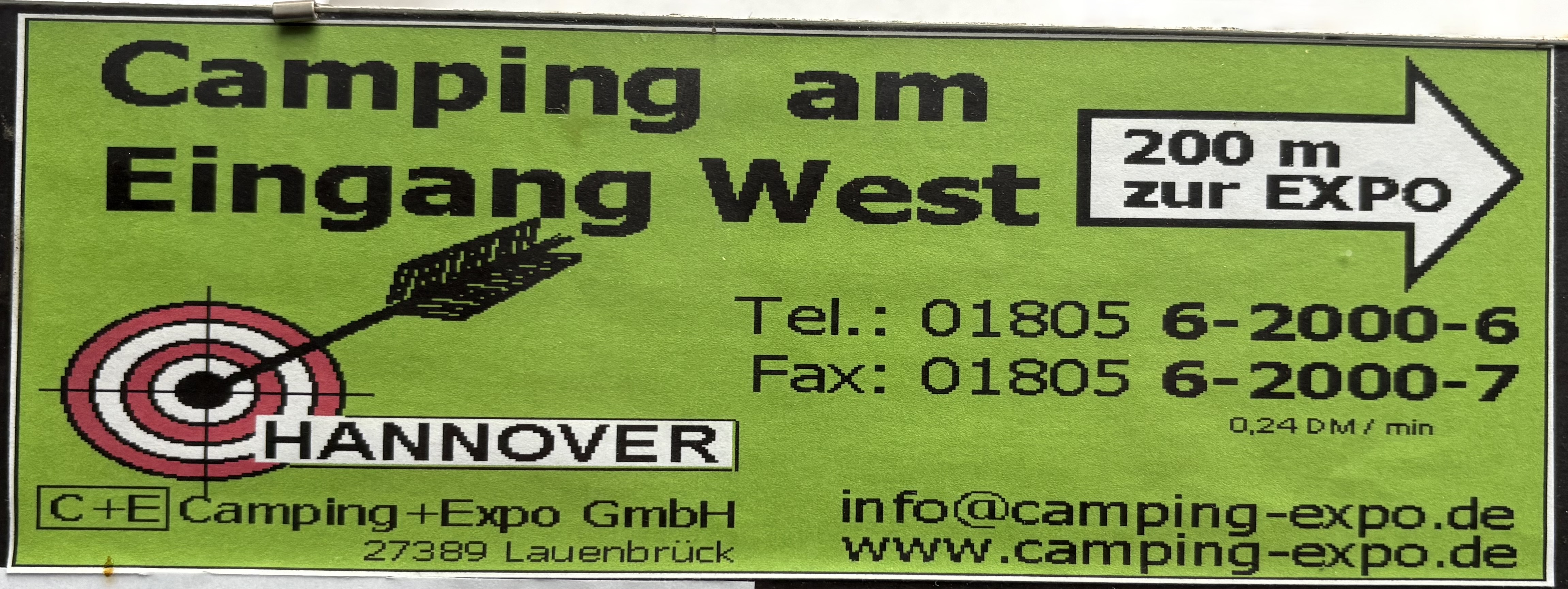
Werbung für den temporären Campingplatz am Eingang West während der Expo 2000

Hans-Cord Graf von Bothmer war neben seiner politischen Arbeit auch im Bereich Camping und Tourismus aktiv. Um das elterliche Gut in Lauenbrück wirtschaftlich zu stabilisieren, begann er 1965 gemeinsam mit seiner Frau Barbara mit dem Aufbau eines Campingplatzes, der 1969 eröffnet wurde.
1971 gehörte er zu den Gründungsmitgliedern des Verband der Campingplatz-Unternehmer Niedersachsen (VCN), dessen Vorsitz er bis 1999 innehatte. Neben dem Campingplatz gründete er 1978 einen Mobilheimpark und 1979 ein Wochenendhausgebiet.
Zur Expo 2000 errichtete er einen temporären Campingplatz auf dem Schützenplatz in Laatzen.

### Engagement und Ehrungen
Hans-Cord Graf von Bothmer engagierte sich vielseitig in gesellschaftlichen und wirtschaftlichen Belangen. Ein zentraler Aspekt seiner Laufbahn war seine Beteiligung an der Gründung und langjährige Präsidentschaft des Verbandes der Campingplatz-Unternehmer Niedersachsen e.V., wo er als Ehrenpräsident weiterhin aktiv blieb und maßgeblich zur Entwicklung der Campingwirtschaft in Niedersachsen beitrug.
Er war Mitglied des Aufsichtsrates des Elektrizitätsverbandes Stade sowie Mitglied des Aufsichtsrates des Überlandwerkes Nord-Hannover. Später wurde stellvertretender Vorsitzender des Landvolkes Niedersachsen – Landesbauernverband. Von Bothmer war Mitglied des Vorstandes des Fremdenverkehrsverbandes Lüneburger Heide sowie Mitglied des Verwaltungsrates der Sparkasse Scheeßel.
Von 1985 bis 1997 war Mitglied des Aufsichtsrats der Schulgenossenschaft Eichenschule.
Über vier Jahrzehnte hinweg war er Mitglied und zeitweise auch 2. Vorsitzender des Heimatvereins „Niedersachsen“ e.V. Scheessel, wo er sich besonders für die Pflege von Brauchtum und Heimat einsetzte. Von 1970 bis 1979 leitete er als 1. Vorsitzender den Maschinenring Mitte-Niedersachsen und setzte sich intensiv für die Belange der Landwirtschaft ein.
Sein Engagement für das lokale Handwerk wurde 1989 mit der Rotenburger Handwerksmedaille gewürdigt.